# Pentila pardalena
Pentila pardalena är en fjärilsart som beskrevs av Druce 1910. Pentila pardalena ingår i släktet Pentila och familjen juvelvingar. Inga underarter finns listade i Catalogue of Life.